# Stadtbefestigung (Krapkowice)

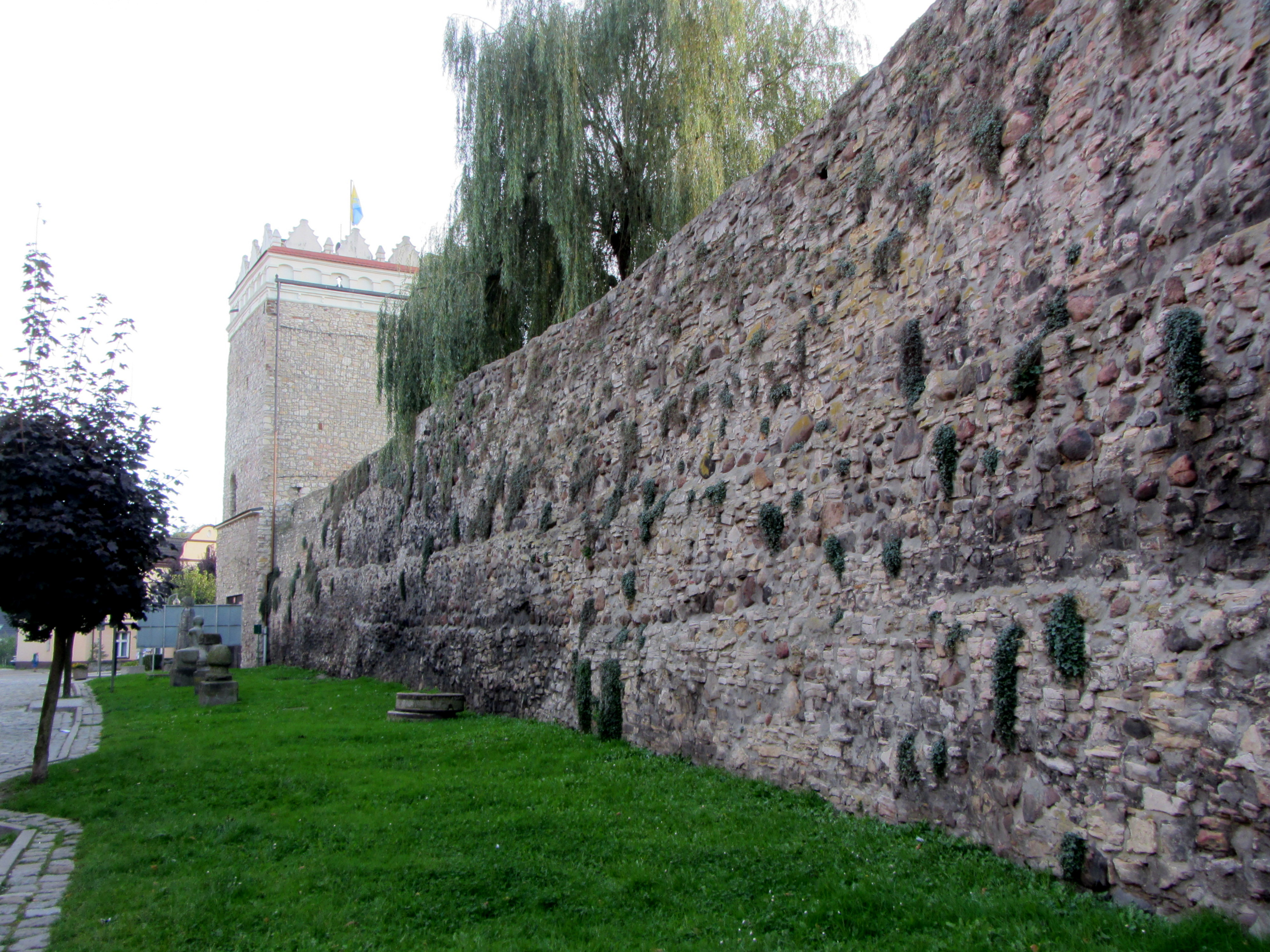
Obertorturm mit erhaltener Mauer

Die Stadtbefestigung der schlesischen Stadt Krapkowice (dt. Krappitz) ist in Teilen erhalten und umgibt den alten Ortskern.

## Beschreibung und Geschichte

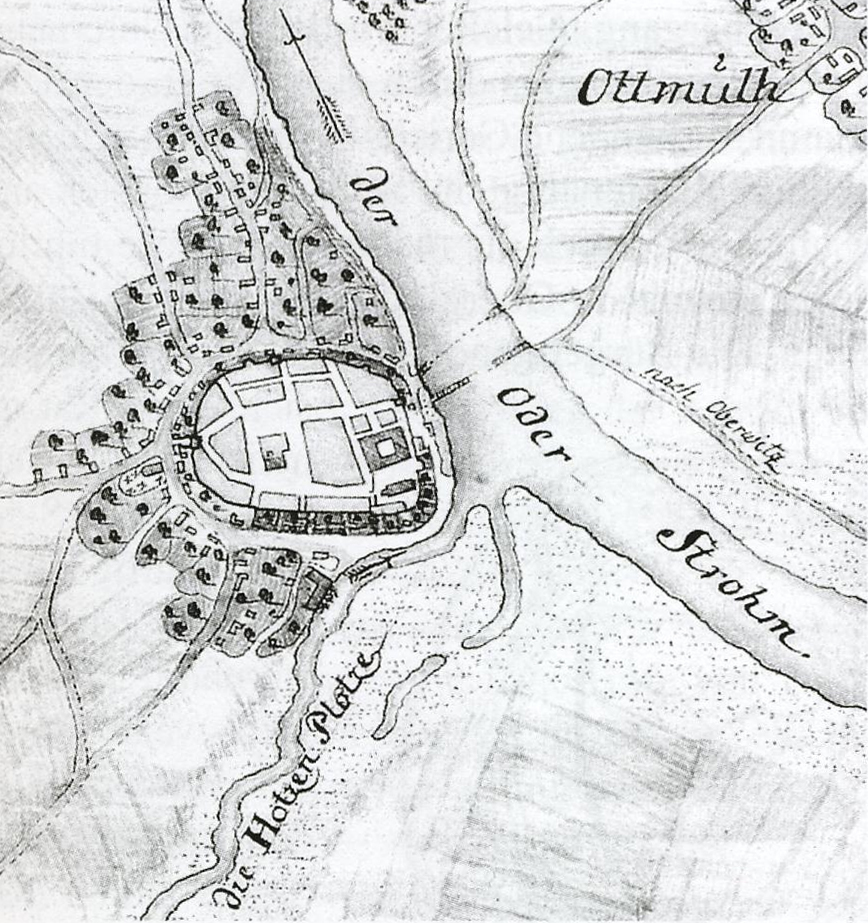
Regelmäßige Stadtanlage Krappitz mit Stadtmauer

Die Stadt Krappitz entstand im 13. Jahrhundert in Form eines Kreises. Eine erste Stadtmauer wurde wohl bereits im 13. Jahrhundert errichtet. Erstmals erwähnt wird eine Befestigungsanlage aus Bruchstein im Jahr 1384. Ende des 14. Jahrhunderts entstanden mehrere Tortürme, darunter der noch heute erhaltene Obertorturm. In den folgenden Jahrhunderten wurden die Befestigungsanlagen mehrfach um- und ausgebaut. 
Im Laufe des 18. Jahrhunderts verlor die Befestigung ihre Funktion. Ab Mitte des 19. Jahrhunderts begann die Schleifung der Stadtbefestigung. Zwischen 1840 und 1860 erfolgte die Zuschüttung des Stadtgrabens sowie der Abriss von zwei Stadttoren. 1895 wurde ein Großteil der Stadtmauer abgerissen. 
Erhalten haben sich bis heute der Obertorturm sowie einzelne Fragmente der Stadtmauer, darunter vor allem im westlichen Bereich. Die Befestigungsanlagen wurden am 7. Mai 1964 unter 840/64 in das Verzeichnis der Baudenkmäler der Woiwodschaft Oppeln eingetragen.

## Obertor-Turm

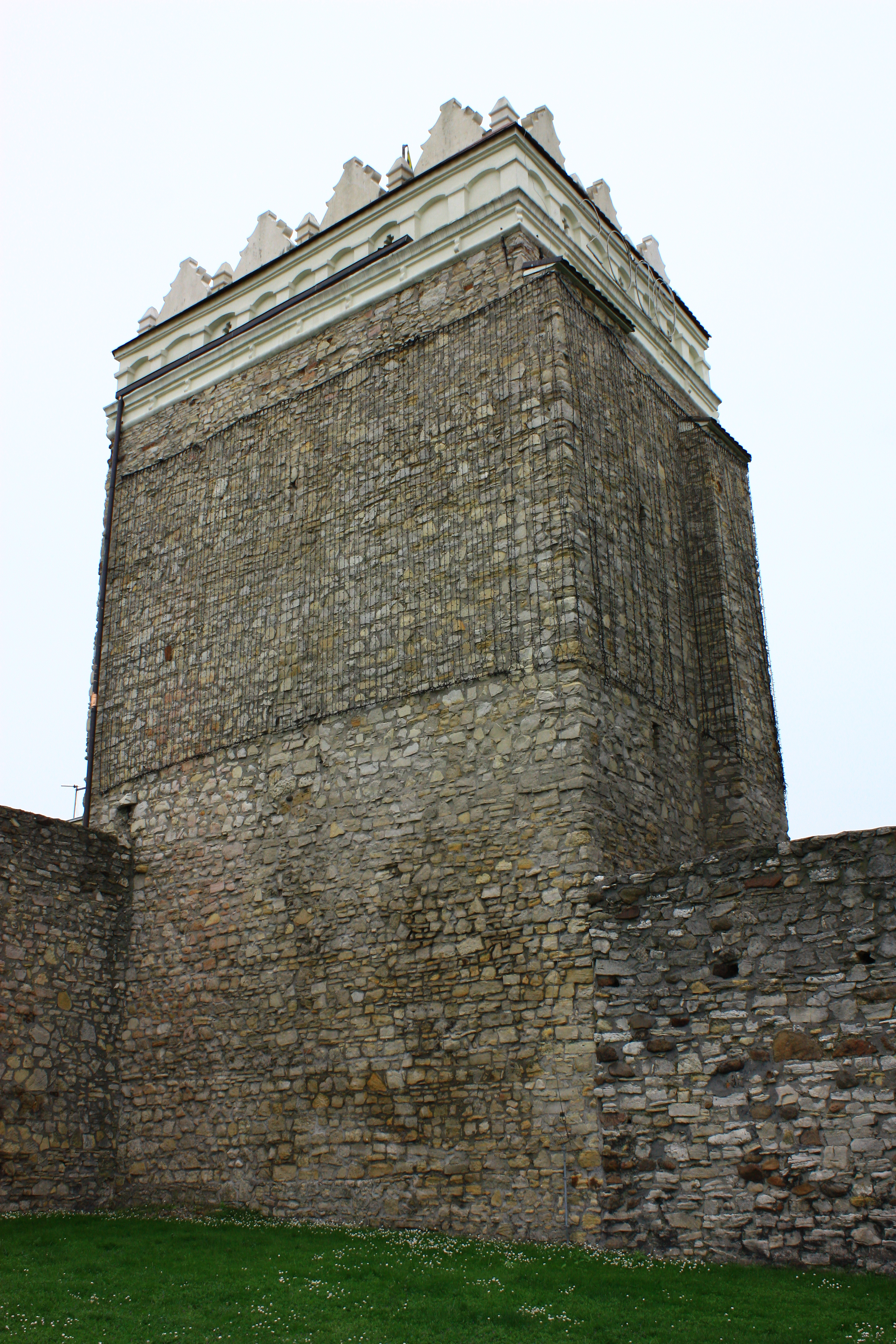
Obertor-Turm

Der Obertorturm (poln. Wieża Bramy Górnej) liegt im westlichen Bereich der Befestigungsanlagen an der ul. 1-maja. Der Torturm wurde Ende des 14. Jahrhunderts aus Bruchstein erbaut. Um 1580 wurde der Turm im Stil der Renaissance umgebaut. Der dreigeschossige Turm steht auf einem rechteckigen Grundriss und besitzt  ein Tonnengewölbe im Erdgeschoss. Bekrönt ist der Turm mit Zinnen und einer verputzten Attika. 